# 간상세포

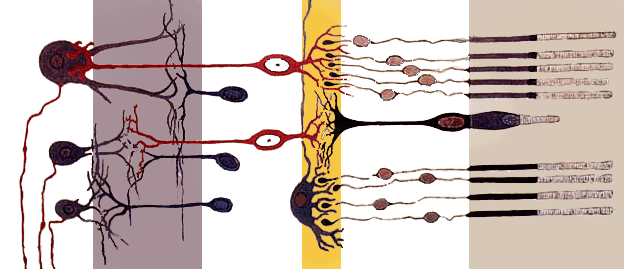
간상세포와 뉴런

막대세포(영어: rod cell), 간체 또는 간상세포(杆狀細胞)는 눈의 망막에 위치한 광수용체이며, 또 다른 타입의 광수용 세포인 원추세포와는 다르게 약한 빛을 감지한다. 세포의 모양이 원기둥 모양이어서 간상세포라는 이름으로 부르게 되었다. 간상세포는 망막의 주변부에 위치해 있어서 시각의 부수적인 역할을 한다. 평균적으로 인간의 망막에는 약 9천 2백만 개의 간상세포가 있다. 간상세포는 색상을 감지하는 원추세포보다 빛에 더 민감해서 야간에는 시각 대부분을 담당한다.

## 구조와 기능

간상세포의 해부학적 구조

간상세포는 원추세포보다 조금 더 두껍지만 구조는 유사하다. 색소들은 색소 상피의 바깥쪽에 위치한다. 간상세포의 끝부분은 많은 디스크들이 쌓여있는 구조이며, 이 구조는 아마도 이 부분의 세포막이 안으로 함입되어 만들어진 것으로 보인다. 각 디스크들은 10~20nm만큼 떨어져 있다. 개구리의 간상세포 바깥 분절에는 약 1,000개의 디스크가 있을 것으로 생각된다. 세 가지 종류의 광수용색소를 가지고 있는 인간의 원추세포와는 달리 간상세포는 단 하나의 광수용색소만을 가지고 있어서, 색을 보는 역할은 거의 하지 않는다.
원추세포와 마찬가지로 간상세포도 시냅스 말단을 가지고 있다. 이 시냅스 말단은 쌍극세포(bipolar cells) 등의 다른 뉴런들과 시냅스를 형성한다. 간상세포의 내부 분절과 외부 분절은 섬모로 연결되어 있다. 내부 분절은 외부 분절과 달리 세포 기관들과 핵을 가지고 있다.

## 민감도
간상세포는 한 개의 광자에도 반응할 만큼 민감하며, 광자 한 개에 대한 민감성이 원추세포보다 100배는 더 강하다. 간상세포는 원추세포에 비해 적은 빛의 양에도 작용할 수 있으며, 야간 시력에 중요한 역할을 한다. 반면 원추세포는 빛을 감지하기 위해서는 10개에서 100개의 광자가 필요하다. 더욱이 여러 개의 간상세포는 하나의 연합뉴런에 연결되기 때문에 신호를 모으고 증폭시킬 수 있다. 그러나 이러한 연합은 시각의 예민한 정도를 감소시킬 수 있는데, 여러 개의 세포가 하나의 정보를 만들어 보내는 경우 각각의 간상세포에서 정보를 보내는 것 보다 해상도가 낮을 것이기 때문이다. 간상세포의 연합은 움직임에 매우 민감한 주변시야를 만드는 역할도 하는데, 이것은 우리의 시야 가장자리에서 갑자기 무언가가 나타났을 때 그것을 느낄 수 있게 해준다.
또한 간상세포는 원추세포에 비해 느리게 빛에 반응하여 100밀리초의 시간동안의 자극을 받아들인다. 이러한 느린 반응속도는 적은 양에 빛에 더 민감하게 해 준다. 또한 이 때문에 원추세포에 비해 간상세포는 순간적으로 변하는 이미지를 감지하는 것에는 적합하지 않다.
George Wald 와 동료들의 실험을 통해 간상세포가 498nm(초록색, 파란색) 부근의 파장의 빛에 가장 민감하고, 640nm(붉은색) 이상의 파장에서는 완전히 빛을 감지하지 못한다는 것을 알 수 있다. 이러한 사실을 통해 간상세포가 시각의 대부분의 역할을 하게 되는 저녁때 붉은색에 비해 푸른색이 더 밝게 보이는 푸르키네 효과(Purkinje effect)를 설명할 수 있다.

## 빛에 대한 반응
척추동물에서 광수용체 세포의 활성은 세포의 과분극 상태에서 일어난다. 컴컴한 곳에서 세포가 자극되지 않았을 때, 간상세포와 원추세포는 탈분극되어 있고 자발적으로 신경전달물질을 내보내고 있다. 이 신경전달물질은 두극세포를 과분극시킨다. 두극세포는 광수용세포와 신경절 세포 사이에 존재하며, 광수용세포의 신호를 신경절 세포로 전달해주는 역할을 한다. 두극세포가 과분극됨에 따라서 두극세포와 신경절 세포 사이의 시냅스에는 신경전달물질이 나오지 않게 되고, 시냅스 활성도 일어나지 않게 된다.
빛에 의한 광수용색소의 활성은 간상세포를 과분극시키게 되고, 과분극된 간상세포는 신경전달물질을 내보내지 않게 된다. 이로 인해 두극세포는 두극세포 - 신경절 세포 사이의 시냅스에 신경전달물질을 내보내게 되고 그 시냅스는 활성화된다.
신경전달물질을 내보내게 되는 간상세포의 탈분극 상태는 어두울 때 형성되는데, 세포가 높은 농도의 cGMP를 가지고 있게 되기 때문이다. cGMP는 이온 채널을 열게 된다(대부분 나트륨 채널). 열린 채널에 의해 양이온이 세포 내부로 들어오고 이것은 세포의 막전위를 변화시키게 되어, 세포는 탈분극되고 신경전달물질인 글루탐산을 내보내게 된다.
빛이 광수용세포의 광수용성 세포에 도달하게 되면, 그 색소는 모양을 바꾼다. 간상세포에서 발견되는 광수용색소인 로돕신(Rhodopsin)은 레티날(비타민 A에서 유래)이라 불리는 생체 분자와 공유결합으로 붙어 있는 거대한 단백질인 옵신(Opsin)으로 이루어져 있다. 레티날은 어두운 상태에서는 11-cis-레티날의 형태로 존재하나, 빛에 의해 자극받으면 all-trans-레티날의 형태로 바뀐다. 이 구조 변화는 옵신을 변화시키게 되고, 옵신의 변화는 최종적으로 트랜스듀신(G protein의 한 종류)이라는 조절 단백질을 활성시키게 된다. 이 단백질은 cGMP를 5‘-GMP로 만드는 인산이에스테르가수분해효소(phosphodiesterase, PDE)를 활성화시킨다. cGMP의 감소는 이온 채널을 닫게 만들어 양이온의 유입을 막고, 과분극 된 세포는 신경전달물질의 분비를 멈추게 된다. 원추세포는 신경전달물질로 아세틸콜린을 사용하는 반면, 간상세포는 다양한 물질을 사용한다. 빛이 감각반응을 일으키는 이 일련의 과정들을 시각 광신호전달 과정이라 부른다.
간상세포에 있는 광수용색소인 로돕신 단 하나의 활성만으로도 세포 안에서의 큰 반응을 일으킬 수 있는데, 이유는 신호가 증폭되기 때문이다. 활성된 로돕신 한 분자는 수백 개의 트랜스듀신을 활성화시킬 수 있고, 활성된 트랜스듀신은 각각 PDE 분자 하나씩을 활성화하고 PDE는 1초에 수천 개의 cGMP를 가수분해한다. 그러므로 간상세포는 아주 적은 빛에 의해서도 큰 반응을 하게 된다.
레티날은 비타민 A로부터 유도된 성분이기 때문에 비타민 A의 결핍은 간상세포에서 필요한 색소의 결핍을 유발하게 된다. 그렇게 되면 더 적은 간상세포가 어두운 상태에서 작용하게 되고, 원추세포는 어둠속에서의 약한 빛은 잘 감지하지 못하기 때문에 밤에 잘 보지 못하는 야맹증에 걸리게 된다.

## 원래 상태로 돌아가기
간상세포는 밝은 빛이 비춘 이후 원래의 상태로 빠르게 돌아가기 위해 세 가지 기작을 사용한다.
첫째로, 로돕신 인산화효소(Rhodopsin kinase. RK)가 방출되어서, 활성화된 로돕신의 여러 개의 세린(serine)으로 이루어진 꼬리부분을 인산화시킨다. 또한 일부는 transducin의 활성을 억제한다. 또한 억제 단백질인 arrestin이 인산화된 로돕신에 붙음으로써 로돕신이 활성화되는 것을 억제한다.
arrestin이 로돕신을 억제하는 동안에 RGS단백질(GTPase활성 단백질)이 활성되어서 GTP를 사용하는 G-protein 인 transducin의 작용을 멈춰버리기 위해 GTP를 GDP로 만들도록 한다.
또한 cGMP에 의해 열리는 채널은 소듐이온 뿐만 아니라 칼슘이온도 일부 들어오게 하기 때문에, cGMP의 감소에 의한 채널의 닫힘은 칼슘 이온의 유입을 막아버리는 효과를 낳는다. 칼슘이온의 감소는 칼슘 이온 민감성 단백질을 활성시키게 되고, 이 단백질은 cGMP를 다시 만들기 위한 guanylyl cyclase를 활성시키게 되어 cGMP의 농도는 빠른 속도로 원래 농도를 회복하게 된다. cGMP에 의해 다시 열리게 된 이온 채널은 막전위를 다시 탈분극시키게 된다.
명순응
긴 시간동안 밝은 빛에 노출되게 되면 환경에 순응하게(적응하게) 된다. 로돕신은 rhodopsin kinase에 의해 인산화되기 때문에 로돕신에는 많은 arrestin이 붙어있게 될 것이다.
arrestin의 결합은 적어도 두가지 방법으로 민감도를 저하시키게 된다. 첫째로 arrestin은 G protein과 로돕신의 활성부위가 만나는 것을 방해한다. 두 번째로, arrestin은 로돕신이 clathrin이라는 내포기작에 관련있는 단백질과 결합하도록 하는데, 이로 인해 광수용기는 내포되어 세포 안으로 함입되게 된다

## 같이 보기
- 원추세포
- 감각 수용기